# Himiko
Himiko of Pimiku (overleden ca. 248) was volgens Chinese bronnen (in het bijzonder de Wajinden) een priesteres-koningin die na een burgeroorlog in het begin van de derde eeuw Japan wist te verenigen. Ze regeerde door middel van magie, en had een hofhouding van duizend maagden. Ze was ongetrouwd en werd geholpen door haar broer die fungeerde als haar politieke adviseur. De 'naam' Himiko betekent 'zonnepriesteres', en was dus vermoedelijk meer een titel.
In 238 zond ze een gezantschap naar China, en ze overleed vermoedelijk in 248. Na haar dood probeerde een koning de troon over te nemen, maar deze werd door de onderdanen niet geaccepteerd. Na een bloedige burgeroorlog wordt Iya, een 13-jarig meisje en een lid van Himiko's hofhouding, als nieuwe heerseres erkend.
Over de locatie van Himiko's hofhouding en de uitgebreidheid van haar domeinen bestaat geen algemene enigheid onder historici. Er wordt wel verondersteld dat het 'Yamatai' waarvandaan zij regeerde overeenkomt met Yamato dat in latere eeuwen de oorsprong van de keizerlijke familie was, maar anderen denken dat Himiko ergens in Kyushu gezocht moet worden, en haar rijk alleen dat eiland bevatte.

## Trivia
In 1991 werd een inslagkrater op de planeet Venus naar haar vernoemd.